# Яшин, Виктор Николаевич
Ви́ктор Никола́евич Я́шин (29 января 1922 года — 28 октября 1952 года) — советский лётчик, участник Великой Отечественной войны, командир эскадрильи 133-го истребительного авиационного полка 234-й истребительной авиационной дивизии 6-го истребительного авиационного корпуса 16-й воздушной армии 1-го Белорусского фронта, майор, Герой Советского Союза.

## Биография
Родился 29 января 1922 года в городе Хабаровске. Русский. С 1936 года жил в посёлке Лосиноостровский (ныне — в черте Москвы). Окончил семь классов школы и в 1938 году — школу ФЗУ. Работал токарем на Мытищинском вагоностроительном заводе. В 1938 году окончил Мытищинский аэроклуб.
В армии с ноября 1938 года. В 1940 году окончил Качинскую военную авиационную школу лётчиков, и до февраля 1942 года был в ней лётчиком-инструктором.
Участник Великой Отечественной войны: в феврале-сентябре 1942 года — командир звена 163-го истребительного авиационного полка; в сентябре 1942 — октябре 1944 года — лётчик, командир звена, командир авиаэскадрильи 157-го истребительного авиационного полка; в октябре 1944 — январе 1945 года — командир авиаэскадрильи 133-го истребительного авиационного полка; в январе — мае 1945 года — командир авиаэскадрильи 233-го истребительного авиационного полка.
Сражался на Калининском, Центральном и 1-м Белорусском фронтах. 
Из представления к присвоению В. Н. Яшину звания Героя Советского Союза:

…7 сентября 1943 года три советских лётчика Яшин, Русецкий, Трофимов в воздушном бою в районе Смоленска уничтожили 16 истребителей противника, дав возможность другой группе однополчан успешно атаковать вражеские бомбардировщики. В конце дня они в том же составе сбили 4 хейнкеля, 2 фокке-вульфа.
Командир эскадрильи 133-го истребительного авиационного полка, 234 истребительной авиационной дивизии, 6-й истребительного авиационного корпуса 16-й воздушной армии 1-го Белорусского фронта, капитан Яшин к августу 1944 года совершил 184 боевых вылета, в 42 воздушных боях лично сбил 16 самолётов противника.

Звание Героя Советского Союза с вручением ордена Ленина и медали «Золотая Звезда» (№ 3075) капитану Яшину Виктору Николаевичу присвоено Указом Президиума Верховного Совета СССР от 26 октября 1944 года.
За время войны совершил 246 боевых вылетов на истребителях ЛаГГ-3, Як-1, Як-7, Як-9 и Як-3, провёл 56 воздушных боёв, в которых сбил лично 26 и в составе группы 1 самолёт противника — 3 Junkers Ju 87, 1 Junkers Ju 88, 4 Focke-Wulf Fw 189 Uhu (+1 в составе группы), 15 Focke-Wulf Fw 190 Wurger, 2 Messerschmitt Bf.109.
После войны продолжал службу в ВВС (Группа советских войск в Германии). В 1946 году окончил Липецкую высшую офицерскую лётно-тактическую школу ВВС. С мая 1949 года майор В. Н. Яшин — в запасе.
В 1949—1950 годах — лётчик-испытатель авиационного завода № 381 (Москва); испытывал серийные реактивные истребители МиГ-15. В 1950 году — лётчик-испытатель авиационного завода № 30 (Москва); испытывал серийные реактивные бомбардировщики Ил-28. В 1950—1951 годах — лётчик-испытатель Лётно-исследовательского института (город Жуковский Московской области). В 1951—1952 годах — лётчик-испытатель авиационного завода № 168 (город Ростов-на-Дону), с 1952 года — лётчик-испытатель авиационного завода № 99 (город Улан-Удэ); испытывал серийные реактивные учебно-тренировочные истребители МиГ-15УТИ.
Жил в городе Улан-Удэ. Покончил жизнь самоубийством 28 октября 1952 года. Похоронен в Улан-Удэ.

## Награды и звания
- Медаль «Золотая Звезда» Героя Советского Союза
- орден Ленина
- два ордена Красного Знамени
- два ордена Отечественной войны 1 степени
- медали
- лётчик-испытатель 4-го класса (1950)
- майор (1948)

## Память
- Имя Героя присвоено одной из новых улиц в микрорайоне-новостройке города Улан-Удэ.
- В Кировском районе Хабаровска есть улица Яшина.